# التسلسل الزمني للحرب على غزة 2014
هذه قائمة بالجدول الزمني للحرب على غزة عام 2014. في عام 2014 تكبد الفلسطينيون أعلى عدد من الضحايا المدنيين منذ حرب النكسة عام 1967 وفقًا لتقرير الأمم المتحدة؛ نظرًا للحرب التي دار في يوليو/تموز وأغسطس/آب، وارتفاع عدد الضحايا في الضفة الغربية والقدس الشرقية. وشهدت الفترة الأخيرة ارتفاعا في أعداد الضحايا الفلسطينيين، إذ لقي 2256 فلسطينيا مصرعهم و85 إسرائيليا، فيما أصيب 17125 فلسطينيا و2639 إسرائيليا.

## الأحداث

### بداية الحرب
في مساء يوم 12 يونيو 2014 اختُطف ثلاثة مستوطنين إسرائيليين في الضفة الغربية بعد مقتل فلسطينيين على يد الجيش الإسرائيلي. فحملت القيادة الإسرائيلية حركة حماس مسؤولية اختطافهم. ثم عُثر على جثامين المستوطنين يوم 30 يونيو. فتساءل معلقون، مثل المؤرخ الإسرائيلي إيلان بابي، ومراسل شبكة إن بي سي أيمن محي الدين، عن سبب اختطاف المستوطنين الإسرائيليين وقتلهم زاعمين أن ذلك بداية الحرب لسلسلة الأحداث المؤدية إلى الصراع الرئيس. وربطوها بمقتل الشابين الفلسطينيين في عمليات القتل في بيتونيا. بيّن تقرير التشريح أن نيران جيش الاحتلال الإسرائيلي الحية قتلت أحد الشبان الفلسطينيين وعلمه العوام في اليوم السابق لاختطاف المراهقين الإسرائيليين.
وسبق العملية كذلك سجن مئات الفلسطينيين وغارات جوية على غزة قُتل فيها 3 فلسطينيين وأصُيب أكثر من عشرة ومقتل 6 فلسطينيين أو يزيد وإصابة العشرات وهدم منازل في الضفة الغربية ونهبها واختطاف شاب فلسطيني وقتله، وإطلاق الصواريخ من قطاع غزة على جنوب إسرائيل. في يونيو 2014 أُطلق 66 صاروخًا في 30 هجومًا، مما أدى إلى إصابة ثلاثة. وفي الأيام الثمانية الأولى من يوليو أُطلق 250 صاروخًا في 104 هجمات، مما أدى إلى إصابة سبعة. في السابع من يوليو/تموز، أُطلق 80 صاروخاً من قطاع غزة. وفي السابع من يوليو/تموز 2014 قرر مجلس الوزراء الأمني الإسرائيلي بدء عملية اسمها «عملية مكافحة الإرهاب». وبعد أن أسفرت الغارة الجوية الإسرائيلية عن مقتل سبعة من أعضاء حركة حماس في خان يونس أعلنت الحركة في 7 يوليو مسؤوليتها عن الصواريخ التي أطلقت من غزة وأطلقت 40 صاروخًا باتجاه إسرائيل.

### المرحل الأولى: الغارات الجوية
بدء الجيش الإسرائيلي عمليته وقصف أهدافًا في قطاع غزة بالمدفعية والغارات الجوية، ثم ردت حركة حماس بإطلاق الصواريخ وقذائف الهاون على إسرائيل. أعلنت الحكومة المصرية في 14 يوليو/تموز عن مقترح بوقف إطلاق النار بدعم من الرئيس الفلسطيني محمود عباس. وافقت الحكومة الإسرائيلية على المقترح وأوقفت الأعمال العدائية مؤقتًا في صباح يوم 15 يوليو، ورفضته حماس «بشكله الحالي» مشيرةً إلى عدم التشاور معها في تشكيل اتفاق وقف إطلاق النار، وحذف العديد من مطالبها. وبحلول 16 يوليو/تموز تجاوز عدد القتلى داخل غزة 200 شخص.

### المرحلة الثانية: الغزو البري
في 16 يوليو/تموز عرضت حركتا حماس والجهاد الإسلامي على الحكومة الإسرائيلية هدنةً مُدتها عشر سنوات بعشرة شروط تتمحور حول رفع الحصار والإفراج عن السجناء الذين أُفرج عنهم في صفقة تبادل الأسرى جلعاد شاليط وأعيد اعتقالهم، فرفضت إسرائيل. في السابع عشر من يوليو/تموز جرى التوصل إلى وقف إطلاق نار إنساني اقترحته الأمم المتحدة واستمر خمس ساعات. وقبل خمس ساعات ونصف تقريبًا من سريان وقف إطلاق النار رصد الجيش الإسرائيلي 13 مسلحًا من حركة حماس يخرجون من نفق في غزة على الجانب الإسرائيلي من حدود غزة. دمر جيش الاحتلال مخرج النفق منهيًا التوغل. وبعد وقف إطلاق النار بدأ الجيش الإسرائيلي هجوماً برياً على قطاع غزة ركز على تدمير الأنفاق التي تعبر الحدود الإسرائيلية. وفي 20 يوليو/تموز دخل الجيش الإسرائيلي حي الشجاعية -وهو حي مكتظ بالسكان في مدينة غزة- مما أدى إلى اندلاع قتال عنيف.
في 24 يوليو/تموز احتج أكثر من 10 آلاف فلسطيني في الضفة الغربية ضد العملية الإسرائيلية؛ وقُتل اثنان من المتظاهرين الفلسطينيين. وخضع 150 من عناصر حماس الذين سلموا أنفسهم للجيش الإسرائيلي للتحقيق في عمليات حماس. وفي 25 يوليو/تموز قتلت غارة جوية إسرائيلية زعيم الجناح العسكري لحركة الجهاد الإسلامي صلاح أبو حسنين. وفي 26 يوليو/تموز جرى التوصل إلى هدنة إنسانية أخرى لمدة اثنتي عشرة ساعة تلاها تمديد أحادي الجانب من جانب إسرائيل مُدة أربع وعشرين ساعة أخرى، وهو ما رفضته حماس. وارتفعت حصيلة القتلى الفلسطينيين في قطاع غزة إلى أكثر من ألف قتيل.
في الأول من أغسطس/آب أعلنت الولايات المتحدة والأمم المتحدة أن إسرائيل وحماس وافقتا على وقف إطلاق النار لمدة 72 ساعة بدءً من الساعة الثامنة صباحا. وقد نشأ خلاف حول شروط وقف إطلاق النار - إذ ذكرت إسرائيل والولايات المتحدة أن إسرائيل «ستواصل العمليات لتدمير الأنفاق التي تشكل تهديداً للأراضي الإسرائيلية التي تؤدي من قطاع غزة إلى داخل إسرائيل طالما أن هذه الأنفاق موجودة على الجانب الإسرائيلي من خطوطها» وقالت حماس إنها لن تقبل مثل هذا الشرط. انهارت الهدنة فور بدايتها. واتهمت إسرائيل حماس بانتهاك الهدنة، قائلة إن مجموعة من الجنود الإسرائيليين تعرضوا لهجوم من مسلحين فلسطينيين خرجوا من نفق.[بحاجة لمصدر] وقال الفلسطينيون إن جيش الاحتلال الإسرائيلي كان أول من خرق وقف إطلاق النار عندما دمر مبنى في الساعة 8:30 صباحا 19 أثناء قيامه هدمه للأنفاق. وبحسب مصادر من منظمة التحرير الفلسطينية والسلطة الفلسطينية وغزة هاجمت حماس وحدة إسرائيلية ما أدى إلى مقتل ضابط إسرائيلي (هدار جولدين الذي كان يعتقد في البداية أنه أُسر) بينما كانت القوات الإسرائيلية لا تزال منخرطة في أنشطة عسكرية في رفح على أراضي غزة قبل دخول الهدنة حيز التنفيذ. وتحدثت تغريدات عن معركة رفح قبل انتهاء مهلة وقف إطلاق النار. وقتلت حماس جنديين إسرائيليين في هجوم انتحاري. واتهم القيادي البارز في حماس موسى أبو مرزوق إسرائيل باختلاق الذرائع لتقويض وقف إطلاق النار في غزة، وقال إن المقاتلين الفلسطينيين اختطفوا الضابط وقتلوا الجنديين قبل بدء الهدنة الإنسانية التي شهد شاهد من حماس أنها بدأت في الساعة 7:30 واستمرت خمس دقائق، بينما قالت إسرائيل إن الحدث وقع في الساعة 09:20 بعد بدء وقف إطلاق النار في الساعة 08:00.

### المرحلة الثالثة: انسحاب الجيش الإسرائيلي
في 3 أغسطس/آب سحب الجيش الإسرائيلي معظم قواته البرية من قطاع غزة بعد استكمال تدمير 32 نفقاً بناها حماس ومسلحون آخرون. وفي الخامس من أغسطس/آب أعلنت إسرائيل أنها اعتقلت حسام القواسمي في الحادي عشر من يوليو/تموز مشتبهًا في تنظيم عملية قتل المستوطنين الثلاثة. ووفقاً لوثائق المحكمة الإسرائيلية فقد صرح القواسمي بأن أعضاء حماس في غزة مولوا القتلة وجندوهم وسلحوهم.
في العاشر من أغسطس/آب جرى التفاوض على مقترح مصري آخر لوقف إطلاق النار مُدة 72 ساعة، وجرى الاتفاق عليه بين المسؤولين الإسرائيليين والفلسطينيين. وفي 13 أغسطس/آب مُدد المقترح 120 ساعة أخرى للسماح للجانبين بمواصلة المفاوضات للتوصل إلى حل طويل الأجل لإنهاء القتال المستمر منذ شهر. وفي التاسع عشر من أغسطس/آب انتُهك تمديد وقف إطلاق النار 24 ساعة بعد ساعات فقط من الاتفاق، إذ أطلقت حركة حماس 29 صاروخًا في غضون 20 دقيقة، وردت القوات الجوية الإسرائيلية بشن غارات جوية، مما أسفر عن مقتل 9 من سكان غزة. وصدرت أوامر للوفد الإسرائيلي بالعودة إلى بلاده من القاهرة.
وفي 20 أغسطس/آب أعلن زعيم حركة حماس صالح العاروري مسؤوليته عن الاختطاف والقتل في خطاب ألقاه من تركية نيابةً عن خالد مشعل في مؤتمر الاتحاد العالمي لعلماء المسلمين في إسطنبول، وهي الخطوة التي قد تعكس رغبة حماس في اكتساب النفوذ. وقال في كلمته: «كان هدفنا إشعال الانتفاضة في الضفة والقدس وداخل حدود 1948... إخوانكم في كتائب القسام نفذوا هذه العملية دعمًا لإخوانهم الأسرى المضربين عن الطعام... لقد أسر المجاهدون هؤلاء المستوطنين من أجل صفقة تبادل». أقرّ خالد مشعل بأن أعضاء حماس مسؤولون عن العملية، مؤكداً أنه لم يكن يعلم شيئاً مسبقاً وأن ما عرفته القيادة من تفاصيل جاء من خلال قراءة التقارير الإسرائيلية. ونفى تورطه في «تفاصيل القضايا العسكرية» لحماس، لكنه «سوَّغ عمليات القتل بصفتها عملاً مشروعاً ضد الإسرائيليين على الأراضي المحتلة».
في 21 أغسطس/آب أسفرت غارة جوية إسرائيلية برفح في مقتل ثلاثة من كبار قادة حماس - محمد أبو شمالة، ورائد العطار، ومحمد برهوم. وفي الفترة من 22 إلى 26 أغسطس/آب أُطلق أكثر من 700 صاروخ وقذيفة هاون على إسرائيل، مما أسفر عن مقتل 3 إسرائيليين. وفي 26 أغسطس/آب وافقت إسرائيل وحماس على وقف إطلاق نار آخر في الساعة 19:00.

### النتائج والأحداث التي تلت الحرب
وفي 16 سبتمبر/أيلول أُطلقت قذيفة هاون على إسرائيل للمرة الأولى منذ بدء وقف إطلاق النار. طمأن وزير الدفاع الإسرائيلي موشيه يعلون سكانَ البلدات الحدودية بأن القتال لن يستأنف مع قطاع غزة في نهاية هذا الشهر الموافق رأس السنة اليهودية.
دخلت القوات الإسرائيلية قطاع غزة في الأول من أكتوبر/تشرين الأول وأطلقت النار على المزارعين والمزارع الفلسطينية. ولم ترد أنباء عن وقوع إصابات.
في 31 أكتوبر/تشرين الأول أفاد الجيش الإسرائيلي بإطلاق صاروخ أو قذيفة هاون من غزة على جنوب إسرائيل دون التسبب في أضرار.
وفي 23 نوفمبر/تشرين الثاني قُتل مزارع فلسطيني بالرصاص في غزة وهي المرة الأولى التي يُقتل فيها فلسطيني من غزة بنيران إسرائيلية منذ انتهاء الحرب التي استمرت سبعة أسابيع بين إسرائيل وقوات حماس بوقف إطلاق النار بوساطة مصرية في 26 أغسطس/آب. وقال الجيش الإسرائيلي إن فلسطينيين اقتربا من السياج الحدودي وتجاهلا نداءات التوقف، مما دفع القوات إلى إطلاق طلقات تحذيرية في الهواء. وقالت المتحدثة باسم الجيش الإسرائيلي: «أطلقنا النار على أطرافهما السُفلى بعد أن رفضا الامتثال فكانت الإصابة».

## الجدول الزمني: من الأسبوع الأول إلى الرابع

### الأسبوع الأول

#### 7 يوليو
بعد غارة من سلاح الجو الإسرائيلي قتلت 7 أفراد من حركة حماس في قطاع غزة ردت حماس في اليوم التالي بإطلاق الصواريخ وأعلنت مسؤوليتها عن كل الصواريخ التي أطلقت من غزة. فاستدعت قوات الاحتلال الإسرائيلية 1500 جندي احتياطي في 7 يوليو استعدادًا لتصعيد محتمل في القتال. ونشرت القوات الاحتياطية حول جنوب إسرائيل للتدريب في حالة التصعيد.

#### 8 يوليو

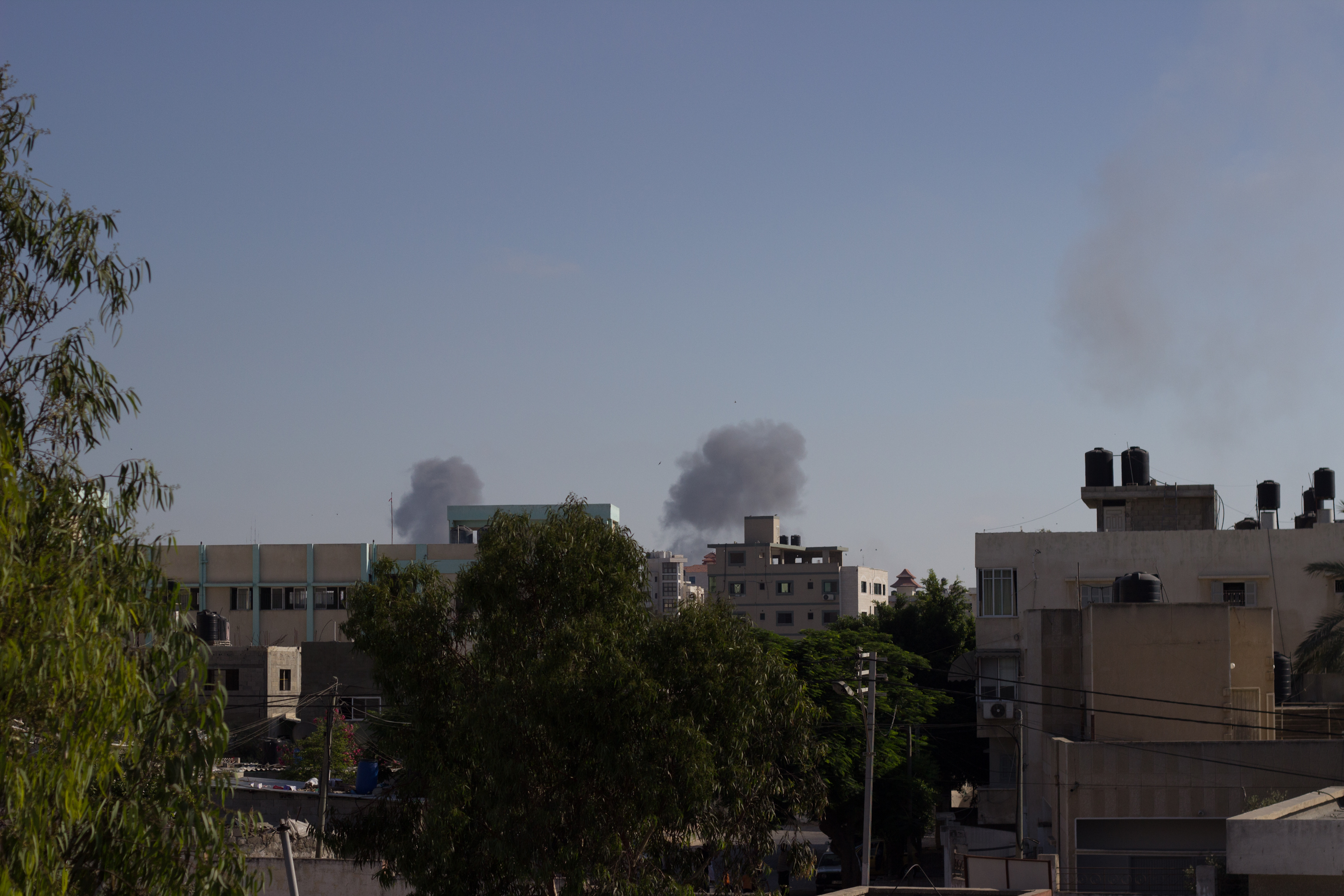
قصف جوي إسرائيلي على موقع أنصار 8 يوليو 2014.

واصل الجيش الإسرائيلي استدعاء قوات احطياتية إضافية في 8 يوليو، وأعلن عن اسعداته لاستدعاء 40 ألف جندي أو يزيد. وأغلقت قيادة الجبهة الداخلية في الجيش الإسرائيلي جميع المخيمات الصيفية وحظرت التجمعات التي تضم أكثر من 300 شخص على مسافة 40 كيلومترًا من غزة، وعلقت الجامعاتُ الدراسة والامتحانات النهائية، وأُنذر الناسُ من البقاء بالقرب من الملاجئ، وذلك بسبب إطلاق الصواريخ من قطاع غزة على إسرائيل. وفي غزة تأخر تخرج 37 ألف طالب وطالبة من دراستهم الثانوية.
في الصباح الباكر من يوم 8 يوليو أعلنت إسرائيل أنها ضربت ما لا يقل عن 50 هدفًا في غزة ليل الاثنين مسفرةً في إصابة 17 شخصًا. وفي وسط قطاع غزة شنت طائرات الاحتلال 13 غارة جوية باستخدام 16 صاروخا مُصيبةً بعض الأهداف، وشنت 9 غارات جوية باستخدام 11 صاروخا على مدينة غزة مصيبةً مواقع للمسلحين وأراض زراعية وورشة حدادة. وفي شمال قطاع غزة استهدفت 36 غارة جوية إسرائيلية عددا من المنازل ومواقع تدريب للمسلحين ومزرعة دواجن. وفي خان يونس هدمت 7 غارات جوية 3 منازل، وأضرت بالمنازل المجاورة. وفي رفح دمرت 4 غارات إسرائيلية منزلين ومواقع زراعية.
نزل خمسة جنود من القوات البحرية التابعة لحماس إلى شاطئ في إسرائيل بالقرب من كيبوتس زيكيم وتقدموا نحو مركز قيادة تابع للجيش الإسرائيلي. واشتبكت قوات المشاة والطائرات وسفينة بحرية إسرائيلية مع القوات البحرية التابعة لحماس مما أسفر عن مقتل الخمسة. وبعد فترة وجيزة عُثر على مظلة مهجورة بالقرب من ياد مردخاي وانفجر نفق في غزة بالقرب من كرم أبو سالم. وتبع ذلك إصدار رئيس الوزراء الإسرائيلي بنيامين نتنياهو تعليماته للجيش الإسرائيلي «بالتأهب لقتال حماس» وأصدر تعليماته لهم باتخاذ كل وسيلة لازمة لاستعادة السلام للمستوطنين الإسرائيليين.
استهدف جيش الاحتلال محمد صعبان قائد القوات البحرية التابعة لحماس، وقتله. واستهدف منازل أعضاء حركة حماس إياد سكيك، وعبد الله حشاش، وسامر أبو دقة، وحسن عبد الله. وأكد فلسطينيون أن جيش الاحتلال اتصل بجميع المنازل قبل قصفها، وطلب من سكانها المغادرة. واغتال جيش الاحتلال الإسرائيلي القيادي في حركة الجهاد الإسلامي حافظ حمد الذي كان قائداً لجناحها العسكري في بيت حانون، في غارة جوية على منزله.
أعلنت حركة حماس بعد ظهر اليوم أن جميع الإسرائيليين أصبحوا الآن أهدافا مشروعة. وفي ساعة من المساء أسقطت منظومة القبة الحديدية صاروخًا فوق تل أبيب.
وفي المساء عقدت حركة حماس مؤتمرا صحفيا للتعبير عن مطالبها بوقف العدوان على إسرائيل، وطالبت إسرائيلَ بوقف العدوان في القدس والضفة الغربية وقطاع غزة، وإطلاق سراح أسرى صفقة جلعاد شاليط، والالتزام بكل بنود وقف إطلاق النار في عملية عمود السحاب. وأعلنت مسؤوليتها عن إطلاق الصواريخ.[بحاجة لمصدر] أعلنت حركة الجهاد الإسلامي مسؤوليتها عن إطلاق 60 صاروخًا، وأكدت لجان المقاومة الشعبية أنها أطلقت 17 صاروخًا، وأعلنت الجبهة الديمقراطية لتحرير فلسطين مسؤوليتها عن إطلاق ثلاثة صواريخ.

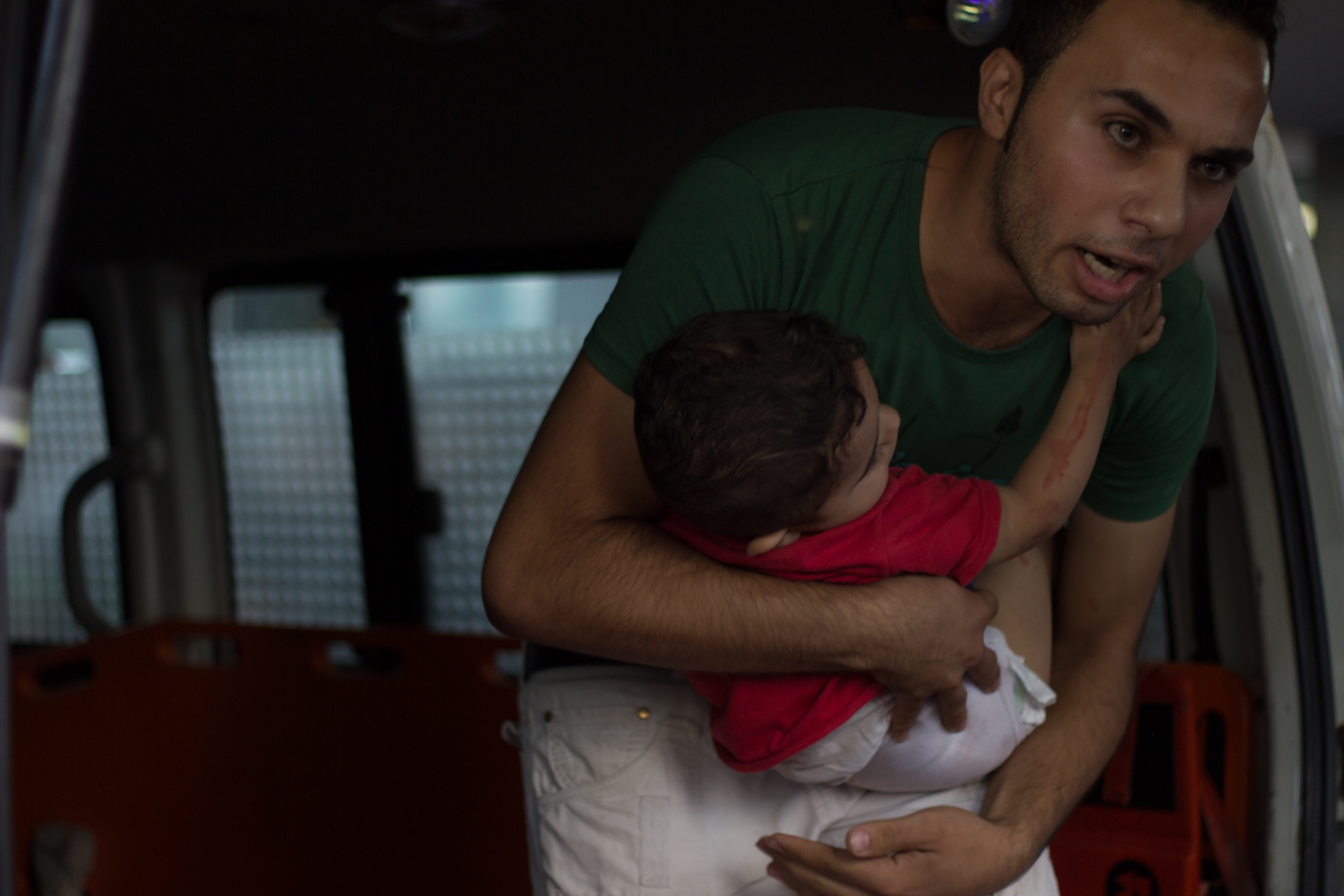
شاب فلسطيني حاملًا طفلًا جريحًا 8 يوليو.

في وقت متأخر من المساء أُسقط صاروخ ثان فوق تل أبيب. ودويت صفارات الإنذار في بنيامينا وأعلنت حماس أن صاروخا أطلق على حيفا. ثم أُطلقت صواريخ على القدس وسقط صاروخين خارج القدس مباشرة. وقُبيل منتصف الليل سقط صاروخ على مدينة الخضيرة، على بعد 28 ميلاً (45 كيلومترًا) شمال تل أبيب، مما يجعله أبعد صاروخ أُطلق إلى إسرائيل. وبعد فحص شظايا الصاروخ توصلت إسرائيل إلى أنه صاروخ من طراز M302 سوري الصنع.
وفي نهاية يوم 8 يوليو/تموز ضربت القوات الجوية الإسرائيلية والبحرية الإسرائيلية 435 هدفاً في غزة، مما أسفر عن مقتل ما لا يقل عن 23 فلسطينياً، من بينهم طفلان دون سن الخامسة، وإصابة أكثر من 122 آخرين. وفي اليوم الأول جرى إطلاق 225 صاروخا من غزة على إسرائيل وجرى اعتراض 40 صاروخا من أصل 225.
بلغت تكلفة الأضرار التي لحقت بالممتلكات في إسرائيل نحو 10 ملايين شيكل من 35 مركبة و52 مبنى و12 حالة أضرار متعلقة بالزراعة.

#### 3 أغسطس
في صباح اليوم السابع والعشرين من الحرب استهدفت إسرائيل غزة، إذ استؤنفت الغارات الجوية وقصف الدبابات في الجزء الجنوبي والوسط من غزة. وفي قرابة الساعة 09:30-10:00 أحرقت النيران الإسرائيلية برج الظافر وتسعة مبانٍ أخر في وسط غزة.
ذكرت قناة الأقصى أن مدرسة تابعة للأمم المتحدة في رفح قد احترقت من نيران الجيش الإسرائيلي في قرابة الساعة 11:00 صباحا. ثم ذكرت تقارير مختلفة، بما في ذلك تقارير من وزارة الصحة الفلسطينية، أن ما لا يقل عن سبعة أشخاص قتلوا في الهجوم وأصيب أكثر من 30 آخرين. وتشير أحدث التقارير إلى أن «انفجارًا وقع خارج بوابات المدرسة مباشرة»، وقد شوهد في قُرابة الساعة 10:30 صباحًا. فيما تشير تقارير أخرى إلى أنه «لم يتضح على الفور ما إذا كانت الضربة نتيجة لنيران إسرائيلية أم فلسطينية». وأصدرت إسرائيل بيانًا قالت فيه إن مقطع فيديو التقطته كاميرات المراقبة العسكرية الإسرائيلية أظهر أن جيش الدفاع الإسرائيلي استهدف ثلاثة مسلحين كانوا بالقرب من المدرسة على متن دراجة نارية. ولا يزال الجيش الإسرائيلي يحقق في الحادث. وتجاوز عدد القتلى في غزة 1800 قتيل.
أعلن الجيش الإسرائيلي أنه يحسب أن الملازم الثاني هدار جولدين قُتل أثناء أداء الخدمة، بعد أن استخدمت إسرائيل «توجيه حنبعل» الذي ينص على أن تقصف إسرائيل المنطقة التي أُسر فيها الجندي، حتى لو كان ذلك على حساب الجندي، من أجل ضمان عدم أسره في أراضي العدو. وحقق الجيش الإسرائيلي تقدمًا كبيرًا في تدمير العشرات من الأنفاق العابرة للحدود التي اكتشفت خلال العملية، إلا أن رئيس الوزراء بنيامين نتنياهو أعلن أن عملية إسرائيل في غزة لاستعادة الأمن سوف تستمر، وأوضح أن إسرائيل لن تتفاوض على وقف إطلاق النار مع حماس بسبب الخروقات الأخيرة لوقف إطلاق النار. وتمسكت الحكومة الإسرائيلية بموقفها القائل بأن إسرائيل لن تسحب قواتها إلا بعد رجوع أمنها.

### 4 أغسطس
أعلنت إسرائيل هدنة مُدة سبع ساعات بدءً من الساعة العاشرة صباحاً حتى الخامسة مساءً للسماح بدخول المساعدات للمدنيين. ولا تشمل الهدنة رفح. وقبل سويعات من بدء وقف إطلاق النار قتلت غارة جوية إسرائيلية عضو المجلس العسكري لسرايا القدس دانيال منصور في شمال غزة، واستمر إطلاق الصواريخ من غزة على إسرائيل. وذكر الحيش الإسرائيلي أن هذه الحادثة وقعت قبيل الساعة العاشرة صباحاً. ووفقاً لمراسلي الأخبار أُطلق صاروخ جوي أرضي بعد ست دقائق فقط من بدء وقف إطلاق النار على منزل من ثلاثة طوابق في مخيم الشاطئ للاجئين مسفرًا في مقتل فتاة فلسطينية تبلغ من العمر ثماني سنوات.
وفي ظهر اليوم دهس رجل يدعى محمد جبيس أحدَ المشاة وحافلة وسيارة وسط مدينة القدس بحفارة؛ قبل أن يطلق رجال الشرطة النار عليه وتقتله. وتوفي الضحية البالغ من العمر 25 عاما، بعد فشل محاولات إنعاشه. وكانت الحافلة فارغة وقت الحادثة فلم يمت الكثير. أعلنت إسرائيل بعدها أن منزل ابن عم سائق الحفارة دمره الجيش الإسرائيلي قبل أسبوعين من الحادثة، ويُقال أن هذا الهجوم انتقامي.
في قرابة الساعة 16:00 أصيب جندي إسرائيلي برصاصة في بطنه أمام جبل المشارف في الجامعة العبرية. وبعد أن أطلق المنفذ النار عليه قفز على دراجته النارية متوجهاً نحو قرية وادي الجوز الفلسطينية.
في وقت متأخر من المساء أُُعلن أن حماس وإسرائيل وافقتا مرة أخرى على وقف إطلاق النار مُدة 72 ساعة. وقد صرح نتنياهو سابقًا أنه لن يشرع في وقف إطلاق النار حتى تُدمر كل الأنفاق، وهو ما كان سينتهي في وقت سابق في 4 أغسطس.

## الجدول الزمني: من الأسبوع الخامس إلى الثامن

### الأسبوع الخامس

#### 5 أغسطس
بعد منتصف الليل بقليل، وقبل ساعات من وقف إطلاق النار، وقّع الرئيس الأمريكي باراك أوباما على مشروع قانون للقبة الحديدية الذي يوفر 225 مليون دولار تمويلًا إضافيًّا للقبة.
بعد ظهر يوم 25 أغسطس تعرض حارس أمن للطعن عند مدخل معاليه أدوميم، فأطلق الحارس النار على منفذ الطعن الذي تمكن من الفرار سيرًا على الأقدام باتجاه كفار عزاريا.
مع انتهاء اليوم أوقف الجانبان إطلاق النار، وانخرطا في مفاوضات للتوصل إلى هدنة طويلة الأمد من خلال الوساطة المصرية في القاهرة.

#### 6 أغسطس
بعد 30 ساعة من الصمت في جنوب إسرائيل دوت صفارات الإنذار الكاذبة على طول حدود غزة.
في المساء اقترحت مصر تمديد وقف إطلاق النار من صباح الجمعة حتى صباح الأحد. وأعلنت إسرائيل لاحقًا أنها قبلت التمديد. بعدها ردت حركة حماس قائلة إنه لا يوجد اتفاق على تمديد وقف إطلاق النار وأنها ستجدد إطلاق النار إذا لم تُلبى مطالبها.

## الوضع بعد بدء وقف إطلاق النار في 26 أغسطس
قُتل ما يقرب من 2000 فلسطينيا و69 إسرائيليًا منذ بداية الحرب حتى وقف إطلاق النار مُدة شهر في 26 أغسطس 2014. وتشير تقديرات أن إعادة إعمار قطاع غزة بعد الأضرار التي لحقت به في الحرب قد تستغرق 10 سنوات. وبعد أن أعلنت حركة حماس النصر قالت مصادر إسرائيلية إن جيش الدفاع الإسرائيلي ضرب 5200 «هدف إرهابي» في غزة وقتل 1000 «إرهابي»، وأن حماس تلقت «أسوأ ضربة في تاريخها»، وأن أكثر من 4500 صاروخ أطلقت على إسرائيل وتشير تقديرات الأمم المتحدة إلى أن ما لا يقل عن 100 ألف شخص من سكان غزة نزحوا داخليا بعد عملية الجرف الصامد.

## الوضع السياسي

### إسرائيل
تباين الرأي العام الإسرائيلي بعد التصريحات الأولى التي أدلى بها نتنياهو في أغسطس/آب. إذ رأى البعض أن حركة حماس تريد إقناع أهل غزة بأنها حققت النصر، وفيما يتساءل آخرون عما إذا كانت تكاليف المعركة تستحق كل هذا العناء.
كانت تكلفة الحرب باهظة على إسائيل اقتصاديا واجتماعيا، إذ ذكرت الحاكمة كارنيت فلوج أنها وافقت على زيادة عجز الميزانية لعام 2015 من 2.5% إلى 3% بشرط أن ينبع ذلك من متطلبات مرةً واحدة لتغطية تكاليف عملية الجرف الصامد ونتائجها. ويقول البعض أن الحرب بدأت بعد معارضة إسرائيل لحكومة الوحدة الوطنية للسلطة الفلسطينية مع فتح وحماس ونتيجة لذلك دخلت المفاوضات في أزمة، وأن هذه الأفعال منحت حماس الضوء الأخضر لاختطاف وقتل الفتيان الثلاثة وانتهت باتفاق مع حماس على وقف إطلاق النار.
فيما رأى آخرون إن حماس حركة إرهابية تستغل المعاناة والألم في غزة لتحقيق أهدافها. وقال نتنياهو أن حماس تعارض بشدة المفاوضات مع إسرائيل، وأن هذا هو السبب الحقيقي وراء إطلاقهم النار من غزة باتجاه إسرائيل بعد وقت قصير من توقيع الاتفاق. وبعد انتهاء الحرب أنذرت حماس أن هذه ما هي إلا هدنة. لذلك فإن الاتفاق مع حماس لم يذهب سدى، فلم تخسر إسرائيل أموالاً وأرواحاً فحسب، بل إنها لم تحصل على أي شيء أيضاً لأن حماس لا تزال تسيطر على غزة وتصبح أقوى في غزة. وقال رئيس اللجنة المركزية لحزب الليكود الذي يتزعمه نتنياهو «لقد وعدنا الناخبين بأننا سنكون حاسمين ضد حماس، ولكن عندما أتيحت لنا الفرصة ترددنا. إنها مسألة وقت فقط قبل أن نضطر لمواجهة حماس مرة أخرى». ويتبين أن سبب عدم دعوة الحكومة للتصويت أنه كان خائفا من المعارضة.

### غزة والسلطة الفلسطينية
أُقيم احتفال يومين وقُتل رجلان في الاحتفال. ووقف أبو عبيدة المتحدث باسم الجناح العسكري لحماس فوق علم إسرائيل أثناء إلقائه كلمة أمام الحشد، وقال إن غزة حققت النصر لأنها فعلت ما عجزت عنه جيوش كبرى، وأجبرت العدو على التراجع، وعلينا أن نعلم أن لا صوت يعلو فوق صوت المقاومة. وقال المتحدث باسم حركة حماس سامي أبو زهري في مؤتمر صحفي بمستشفى الشفاء بغزة «نحن هنا اليوم لنعلن انتصار المقاومة وانتصار غزة بعون الله وصمود شعبنا ومقاومتنا الأبية». وأضاف سامي أن هدفهم الرئيس هو تحرير القدس.
قال مساعدو الرئيس الفلسطيني محمود عباس إن السلطة الفلسطينية ستتخذ إجراءات قانونية ضد إسرائيل في لاهاي مقر المحكمة الجنائية الدولية ومحكمة العدل الدولية.
وفي الأول من سبتمبر صارت حكومة الوحدة الوطنية بقيادة حماس وفتح في أزمة، إذ زعمت حركة فتح أن حماس أذت أعضاء فتح في الحرب على غزة بمضايقتهم وضربهم وحتى قتلهم بعض الحالات. وقال مصدر من فتح: «إنهم مجرد أشخاص عنصريين ضيقي الأفق وغير أخلاقيين يمارسون التمييز ضد الأشخاص غير المنتمين لحماس». وقال عباس في الأول من سبتمبر إن مشعل كذاب لأن حماس عملت على إسقاط السلطة الفلسطينية منذ إنشائها. وقيل أن إسرائيل قد اعتقلت 93 عضواً من حركة حماس الذين حاولوا تنفيذ انقلاب على السلطة الفلسطينية يوم 18 أكتوبر.
وفي 7 سبتمبر/أيلول قاطع عباس خطابه في جامعة الدول العربية بعد أن ذكر ثورة حماس في عام 2007. وقيل أن الجلسة كان من المقرر أن تكون مغلقة أمام وسائل الإعلام. ورد مسؤولون في حماس على اتهامات عباس بحثه على التوقف عن «التحريض» عليهم. وذكرت وكالة معا الإخبارية الفلسطينية يومها أن عباس قال في كلمة ألقاها أمام حركة فتح الأحد إن الحكومة المصرية عرضت على السلطة الفلسطينية 618 ميلا مربعا من سيناء المحاذية لقطاع غزة، فرفض العرض.

### الدول العربية

#### قطر
وصف الإعلام القطري الذي يعلم دعم قطر لحماس جهود الحركة بالنصر.

#### لبنان
كتبت صحيفة الأخبار اللبنانية عن زوال الحرب:«إسرائيل في صدمة: فشل استخباراتي في التعامل مع الصواريخ»، فيما ذكرت وسائل إعلام أخرى أن إسرائيل رضخت لمطالب حماس.

### الولايات المتحدة
قال وزير الخارجية الأميركي جون كيري يوم الثلاثاء إن الولايات المتحدة ترحب بوقف إطلاق النار الذي أ.ُعلن عنه مؤخرًا. وأضاف: «ندعم بقوة اتفاق وقف إطلاق النار الذي جرى التوصل إليه اليوم، وندعو جميع الأطراف إلى الالتزام الكامل بشروطه... ونحن جميعا ندرك أن هذه فرصة وليست أمرًا مؤكدًا».